# Innbrücke Königswart
Die Innbrücke Königswart (auch Eisenbahnbrücke Königswart oder Königswarter Brücke genannt; im Volksmund Teufelsbrücke) ist eine Eisenbahnbrücke, die den Inn im Zuge der Bahnstrecke Rosenheim–Mühldorf bei dem Gehöft Königswart zwischen Soyen und Gars am Inn quert. Mit einer Höhe von 50 Metern ist sie nach der Talbrücke Froschgrundsee und der Bartelsgrabentalbrücke die dritthöchste Eisenbahnbrücke Bayerns. Bis zum Bau der Schnellfahrstrecke Hannover–Würzburg in den 1980er Jahren war sie die höchste Eisenbahnbrücke Bayerns.

## Die erste Brücke: 1876–1991
Der Beschluss zum Bau der Bahnstrecke und damit der Brücke wurde 1860 gefasst; 1869 wurde der Bau genehmigt. Durch den Deutsch-Französischen Krieg von 1870 bis 1871 wurde der Bau verschoben, so dass die ersten Bauarbeiten erst 1872 begannen.
Die Brücke wurde von der von Heinrich Gerber geleiteten Süddeutschen Brückenbau-Actiengesellschaft, München, geplant, die aus der Maschinenbau-Gesellschaft Nürnberg, Klett & Co., Nürnberg hervorgegangen war.
Die gesamte Länge des Bauwerks einschließlich der Widerlager wird mit 280 m angegeben. Die Brücke hatte Stützweiten von 28 + 68 + 68 + 68 + 20 m. Die beiden kurzen Seitenfelder wurden notwendig, da man die Widerlager nicht auf den steilen Hängen des Tals anordnen wollte. An beiden Brückenköpfen verläuft die Bahnstrecke mehrere hundert Meter in Dammlage, bevor sie wieder das Geländeniveau erreicht.
Die vier rechteckigen, gemauerten Brückenpfeiler bestehen aus Nagelfluh, der in einem Steinbruch bei Brannenburg abgebaut und mit  Schiffen über den Inn zur Baustelle transportiert wurde. Sie wurden auf 6 bis 7,5 m tiefen Bohrpfählen gegründet. Die Brückenpfeiler waren von Anfang an so konstruiert, dass südlich des bestehenden Gleises ein zweites Gleis über die Brücke geführt werden kann. Dieses wurde jedoch nie gebaut.
Die schmiedeeisernen, genieteten Träger bestanden aus einem parallelgurtigen Fachwerk mit obenliegender Fahrbahn. Sie wurden im Werk Gustavsburg gefertigt und in Einzelteilen per Bahn zur Baustelle transportiert. Dort wurde sie mit Hilfe von hölzernen Mittelstützen montiert. Das ungewöhnlich starke Sommer-Hochwasser 1875 spülte jedoch die begonnene Stütze in der 68 m weiten Mittelöffnung weg. Ein Warten auf niedrige Wasserstände und ein Neubau der Stütze hätte die Montage des Trägers in den Winter verschoben und den Fertigstellungstermin gefährdet. Gerber entschied daher, den mittleren Träger im Freivorbau zu montieren, der erste Freivorbau des Werks Gustavsburg.
Im März 1876 wurde die Belastungsprobe vorgenommen und am 1. Mai 1876 die neue Bahnstrecke mit zwei Zugpaaren in Betrieb genommen.
Im Mai 1945, unmittelbar vor dem Ende des Zweiten Weltkriegs, wurde die Brücke aufgrund des Führererlasses vom 19. März 1945 durch eine Sprengung beschädigt, konnte kurz danach aber repariert werden, so dass schon am 29. September 1945 wieder Züge zwischen Mühldorf und Rosenheim fuhren.

## Neubau 1992–1994
Nachdem seit 1985 der Streckenabschnitt zwischen Wasserburg und Mühldorf wegen Schäden an der Innbrücke Jettenbach (der zweiten Innbrücke im Zuge der Bahnstrecke Rosenheim–Mühldorf) außer Betrieb war, wurde zunächst diese in den Jahren 1988/89 instand gesetzt. Allerdings wurden auch an der Innbrücke Königswart größere Schäden festgestellt. Hier verzögerte sich der Beginn der Instandsetzungsarbeiten bis September 1992. In dieser Zeit zog die Brücke immer wieder auch Bungee- und Pendelspringer sowie Kletterer an.
Man beschloss, die alte Fachwerkkonstruktion durch eine neue, optisch der alten Brücke angeglichene Konstruktion zu ersetzen und sie zwischen neuen Widerlagern auf die beiden mittleren Brückenpfeiler aufzusetzen. Der neue Überbau ist eine Fachwerkverbundbrücke, ein von der Deutschen Bahn entwickelter Brückentyp aus einem stählernen durchlaufenden Fachwerkträger, der mit einer Betonplatte verbunden ist, auf dem zu Geräuschverringerung ein Schotterbett liegt. Ihre Stützweiten sind 89,7 + 69,0 + 89,7 m.
Beim Bau wurden zunächst die angelieferten Einzelteile zu Trägern verschweißt, die dann auf den alten Trägern über die Brücke geschoben und miteinander verschweißt wurden. Das neue Tragwerk wurde dann an Montageportalen aufgehängt. Anschließend wurde das alte Tragwerk mit Hängewagen ausgefahren, die auf dem Obergurt des neuen Tragwerks liefen. Darauf wurde das neue Tragwerk hydraulisch auf seine Endlage abgesenkt und gelagert. Zum Schluss wurde die Verbundplatte betoniert und das Schotterbett eingebracht. Der Stahlbau wurde von VOEST-ALPINE, der Betonbau durch Radmer Bau ausgeführt.
Aufgrund der geringeren Bauhöhe des Trägers liegt die Schienenoberkante nunmehr um 40 cm tiefer als bei der alten Konstruktion. Deshalb musste auch der Bahndamm an beiden Brückenköpfen auf einer Länge von etwa 200 m tiefergelegt werden. Die kürzeren Pfeiler an der westlichen und östlichen Innhangleite sind nun funktionslos.
Nachdem die Sanierung 1993 abgeschlossen wurde, nahm die Deutsche Bahn am 28. Mai 1994 den Zugbetrieb über die Innbrücke Königswart wieder auf.
Seither ist das Betreten der Brücke verboten. Die Marktgemeinde Gars sowie die Nachbarkommunen Unterreit und Soyen streben an, dass zukünftig Radfahrer und Fußgänger die Inn-Überquerung ebenfalls nutzen dürfen.